# Правец ИМКО-1
Правец ИМКО-1 је био кућни рачунар фирме Правец који је почео да се производи у Бугарској од 1979. године.
Користио је MOS Technology 6502 као микропроцесор. RAM меморија рачунара је имала капацитет од 48 KB прошириво до 64 KB. 
Као оперативни систем кориштен је Apple OS.

## Детаљни подаци
Детаљнији подаци о рачунару IMKO-1 су дати у табели испод.
|                       |                                                                               |
| [ 1 ]                 |                                                                               |
| Произвођач            |                                                                               |
| Тип                   | кућни рачунар                                                                 |
| Меморија              | 48 прошириво до 64 KB                                                         |
| Поријекло             | Бугарска                                                                      |
| Година                | 1979                                                                          |
| Тастатура             | пуни помак тастера, 56 тастера                                                |
| Процесор              |                                                                               |
| Фреквенција процесора | 1                                                                             |
| RAM                   | 48 прошириво до 64 KB                                                         |
| ROM                   | 12 KB                                                                         |
| Текст                 | 40 знакова x 24 линије                                                        |
| Графика               | 280x192 тачака x 6 боја (или 280 x 160 + 4 текст линије) у високој резолуцији |
| Боја                  | 16                                                                            |
| Звук                  | уграђени звучник                                                              |
| Димензије             | 39 (ширина) x 45 (дубина) x 12 (висина)                                       |
| Портови               |                                                                               |
| Оперативни систем     |                                                                               |